# Châtenoy (Loiret)
Pour les articles homonymes, voir Châtenoy.
Châtenoy est une commune française, située dans le département du Loiret en région Centre-Val de Loire.

## Géographie

### Localisation
La commune de Châtenoy se trouve dans le centre du département du Loiret, dans la région agricole de l'Orléanais,.  À vol d'oiseau, elle se situe à 36,5 km  d'Orléans, préfecture du département, et à 14,3 km de Châteauneuf-sur-Loire, ancien chef-lieu du canton dont dépendait la commune avant mars 2015. La commune fait partie du bassin de vie de Bellegarde - Quiers-sur-Bezonde dont elle est éloignée de 8,6 km.

### Communes limitrophes
|                                | Auvilliers-en-Gâtinais (fragment - le village est à 9,3 km) | Beauchamps-sur-Huillard (4,7 km)               |
| Sury-aux-Bois (6,7 km)         | Châtenoy                                                    | Chailly-en-Gâtinais (11,5 km) Coudroy (5,4 km) |
| Saint-Martin-d'Abbat (11,8 km) | Bouzy-la-Forêt (7,5 km)                                     | Vieilles-Maisons-sur-Joudry (5,1 km)           |

Les autres communes proches sont : Combreux (8,1 km), Bellegarde (8,6 km), Nesploy (9 km) et Lorris (9,3 km).

### Géologie et relief

#### Géologie
La commune se situe dans le sud du Bassin parisien, le plus grand des trois bassins sédimentaires français. Cette vaste dépression, occupée dans le passé par des mers peu profondes et des lacs, a été comblée, au fur et à mesure que son socle s’affaissait, par des sables et des argiles, issus de l’érosion des reliefs alentours, ainsi que des calcaires d’origine biologique, formant ainsi une succession de couches géologiques.
Les couches affleurantes sur le territoire communal sont constituées de formations superficielles du Quaternaire et de roches sédimentaires datant du Cénozoïque, l'ère géologique la plus récente sur l'échelle des temps géologiques, débutant il y a 66 millions d'années. La formation la plus ancienne est de la marne de Blamont remontant à l’époque Miocène de la période Néogène. La formation la plus récente est des dépôts anthropiques remontant à l’époque Holocène de la période Quaternaire. Le descriptif de ces couches est détaillé dans  la feuille « n°364 - Bellegarde-du-Loiret » de la carte géologique au 1/50 000ème du département du Loiret, et sa notice associée.

Carte géologique de la commune

|  | X : | dépôts anthropiques |

|  | m3-p1SASo : | sables et argiles de Sologne, Langhien supérieur à Pliocène inférieur |
|  | m2MSO :     | marnes et sables de l'Orléanais, Burdigalien                          |
|  | m1MBl :     | marne de Blamont, Aquitanien                                          |

#### Relief
La superficie cadastrale de la commune publiée par l’Insee, qui sert de références dans toutes les statistiques, est de 25,84 km2,. La superficie géographique, issue de la BD Topo, composante du Référentiel à grande échelle produit par l'IGN, est quant à elle de 25,71 km2. Son relief est relativement plat puisque la dénivelée maximale atteint 30 mètres. L'altitude du territoire varie entre 109 m et 139 m.

### Hydrographie
La commune est traversée par le Canal d'Orléans (7,588 km). 
Le réseau hydrographique communal, d'une longueur totale de 29,63 km, comprend trois autres cours d'eau notables, l'Huillard (4,571 km), le Ruisseau de la Motte (1,422 km) et le Milourdin (0,796 km), et divers petits cours d'eau dont le ruisseau de la Guyardmaison (1,028 km), le ruisseau de la Noue Mazone (4,154 km), le bras 01 du Breuillard (1,887 km), le canal 01 du Mordereau (0,086 km), le canal 02 du Tilloy (0,445 km), le fossé 01 de la Fontaine de l'Auneau (0,567 km), le fossé 01 de Sèchemotte (0,953 km), le fossé 01 du Breuillard (1,149 km), le fossé 01 du Château la Rivière (2,713 km), le canal 01 de la Bouchetière (0,499 km), les canaux 01 (0,132 km) et 02 de la Commune de Chatenoy (0,647 km).
Le canal d’Orléans court sur 78,65 kilomètres entre Orléans, où il débouche dans la Loire et Châlette-sur-Loing, où il rejoint le canal du Loing et le canal de Briare au niveau du bief de Buges. La commune de Châtenoy est traversée par le bief de partage qui constitue le point le plus haut du canal. De son extrémité ouest, l'écluse de Combreux, les embarcations pouvaient rejoindre la Loire à Orléans par un parcours de 31,8 km présentant une dénivelée de 28,83 m. De son extrémité est, elles pouvaient rejoindre le Loing par un parcours de 27,9 km et une dénivelée de 41,31 m. Le canal est en plein essor de 1692 à 1793. De 1 500 à 2 000 bateaux remontent chaque année la Loire depuis Nantes pour gagner Paris. Mais avec la concurrence du rail, le trafic diminue puis disparaît complètement au début du 20e siècle. Le canal est déclassé en 1954 des voies navigables et entre dans le domaine privé de l’État.
L'Huillard, d'une longueur totale de 25,9 km, prend sa source dans la commune de Châtenoy et se jette  dans la Bezonde à Saint-Maurice-sur-Fessard, après avoir traversé 7 communes

Sur le plan piscicole, l'Huillard est classé en deuxième catégorie piscicole. L'espèce biologique dominante est constituée essentiellement de poissons blancs (cyprinidés) et de carnassiers (brochet, sandre et perche).
Le Ruisseau de la Motte, d'une longueur totale de 10,7 km, prend sa source dans la commune de Châtenoy et se jette  dans le Canal d'Orléans à Coudroy, après avoir traversé 5 communes
Sur le plan piscicole, le Ruisseau de la Motte est classé en deuxième catégorie piscicole.
Le Milourdin, d'une longueur totale de 10,2 km, prend sa source dans la commune de Châtenoy et se jette  dans la Bonnée à Saint-Martin-d'Abbat, après avoir longé la commune de Bouzy-la-Forêt
Ce cours d'eau est classé dans la liste 1 au titre de l'article L. 214-17 du code de l'environnement sur le Bassin Loire-Bretagne. Ce classement est réservé aux  des cours d'eau qui sont en très bon état écologique, ou identifiés par les SDAGE des eaux comme jouant le rôle de réservoir biologique nécessaire au maintien ou à l'atteinte du bon état écologique des cours d'eau d'un bassin versant, ou dans lesquels une protection complète des poissons migrateurs est nécessaire. Aucune autorisation ou concession ne peut être accordée pour la construction de nouveaux ouvrages s'ils constituent un obstacle à la continuité écologique et le renouvellement de la concession ou de l'autorisation des ouvrages existants est subordonné à des prescriptions permettant de maintenir le très bon état écologique des eaux
.
Sur le plan piscicole, le Milourdin est classé en deuxième catégorie piscicole.

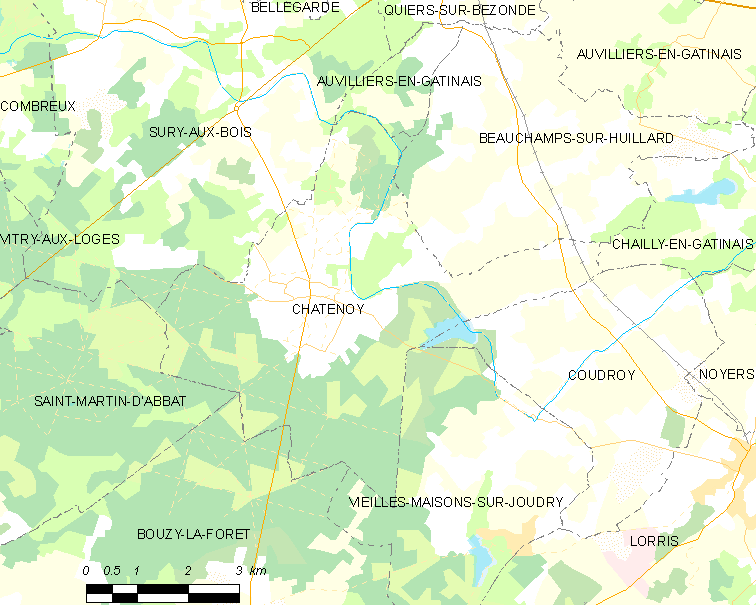
Carte de la commune de Châtenoy (Loiret) et des communes limitrophes.
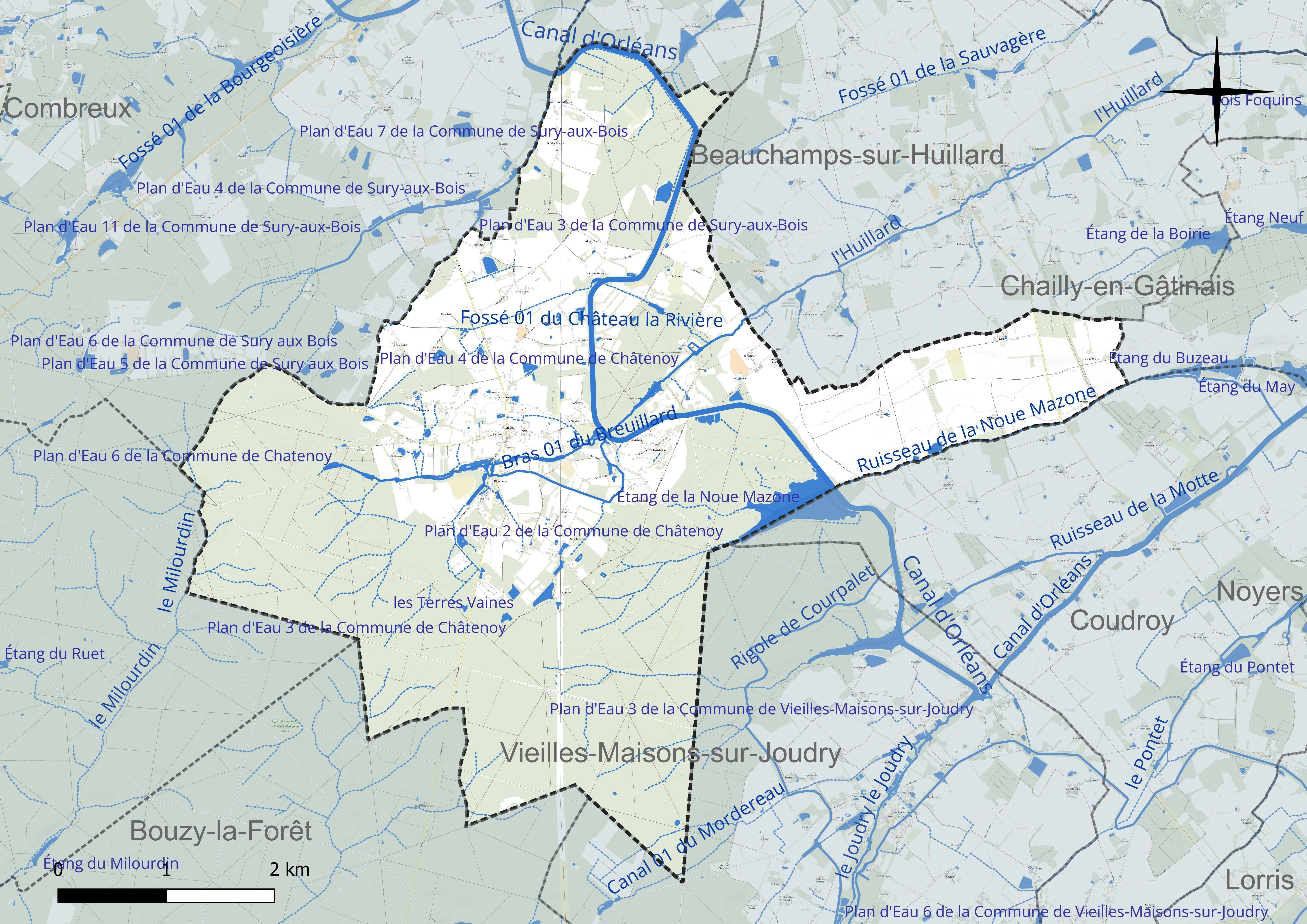
Réseau hydrographique de Châtenoy.

### Climat
Pour des articles plus généraux, voir Climat du Centre-Val de Loire et Climat du Loiret.
En 2010, le climat de la commune est de type climat océanique dégradé des plaines du Centre et du Nord, selon une étude du CNRS s'appuyant sur une série de données couvrant la période 1971-2000. En 2020, Météo-France publie une typologie des climats de la France métropolitaine dans laquelle la commune est exposée à un climat océanique altéré et est dans une zone de transition entre les régions climatiques « Moyenne vallée de la Loire » et « Centre et contreforts nord du Massif Central ».
Pour la période 1971-2000, la température annuelle moyenne est de 10,9 °C, avec une amplitude thermique annuelle de 15,4 °C. Le cumul annuel moyen de précipitations est de 688 mm, avec 11,2 jours de précipitations en janvier et 7,3 jours en juillet. Pour la période 1991-2020, la température moyenne annuelle observée sur la station météorologique de Météo-France la plus proche, sur la commune de Ladon à 14 km à vol d'oiseau, est de 11,7 °C et le cumul annuel moyen de précipitations est de 685,3 mm,. Pour l'avenir, les paramètres climatiques de la commune estimés pour 2050 selon différents scénarios d'émission de gaz à effet de serre sont consultables sur un site dédié publié par Météo-France en novembre 2022.

## Urbanisme

### Typologie
Au 1er janvier 2024, Châtenoy est catégorisée commune rurale à habitat dispersé, selon la nouvelle grille communale de densité à sept niveaux définie par l'Insee en 2022.
Elle est située hors unité urbaine. Par ailleurs la commune fait partie de l'aire d'attraction d'Orléans, dont elle est une commune de la couronne,. Cette aire, qui regroupe 136 communes, est catégorisée dans les aires de 200 000 à moins de 700 000 habitants,.

### Occupation des sols
L'occupation des sols de la commune, telle qu'elle ressort de la base de données européenne d’occupation biophysique des sols Corine Land Cover (CLC), est marquée par l'importance des forêts et milieux semi-naturels (56,9 % en 2018), en augmentation par rapport à 1990 (55,8 %). La répartition détaillée en 2018 est la suivante : 
forêts (54,3 %), prairies (25,8 %), terres arables (10,2 %), zones agricoles hétérogènes (6,3 %), milieux à végétation arbustive et/ou herbacée (2,5 %), eaux continentales (0,7 %).
L’évolution de l’occupation des sols de la commune et de ses infrastructures peut être observée sur les différentes représentations cartographiques du territoire : la carte de Cassini (XVIIIe siècle), la carte d'état-major (1820-1866) et les cartes ou photos aériennes de l'IGN pour la période actuelle (1950 à aujourd'hui).

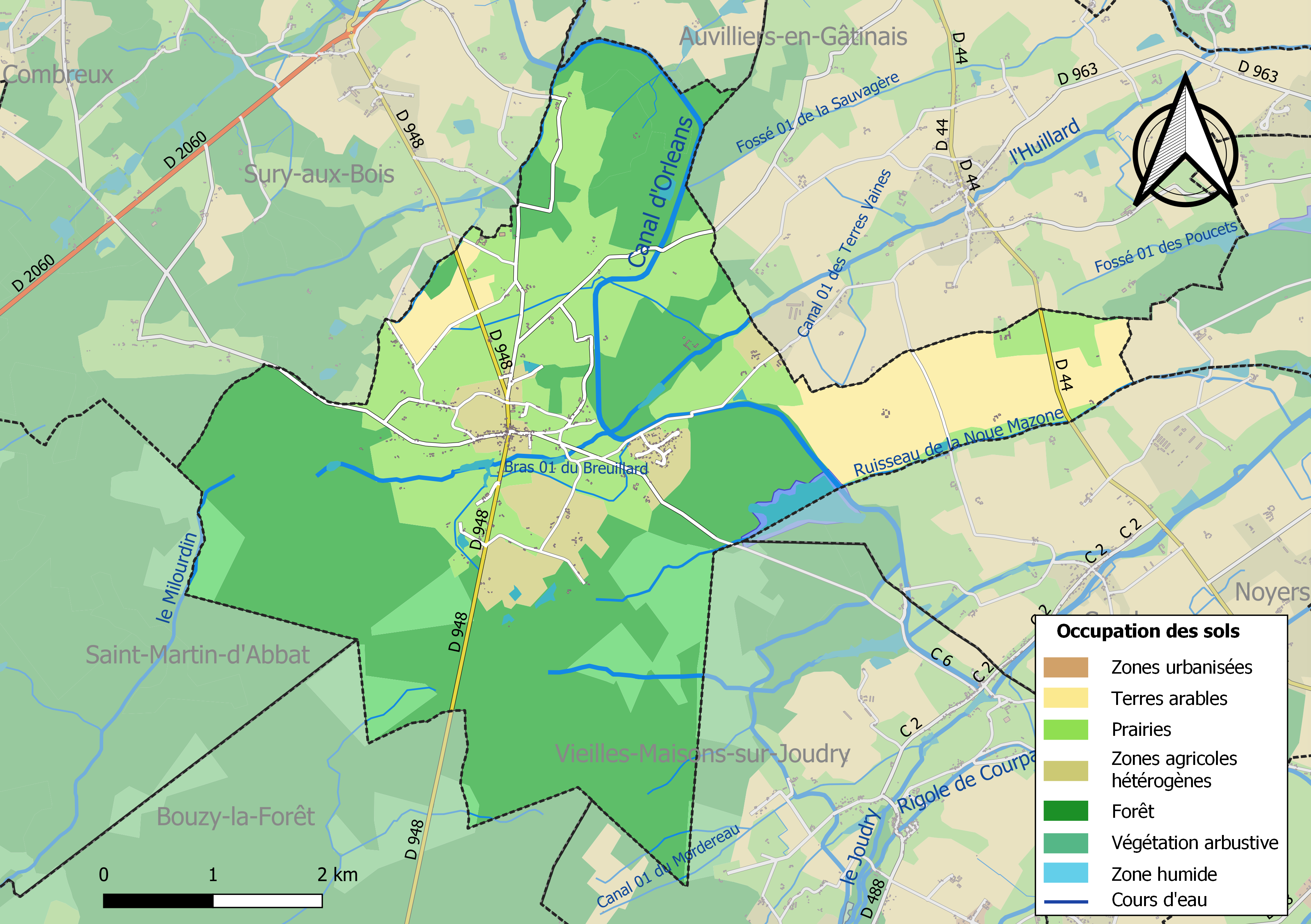
Carte des infrastructures et de l'occupation des sols de la commune en 2018 (CLC).
Carte orthophotographique de la commune en 2016.

### Voies de communication et transports

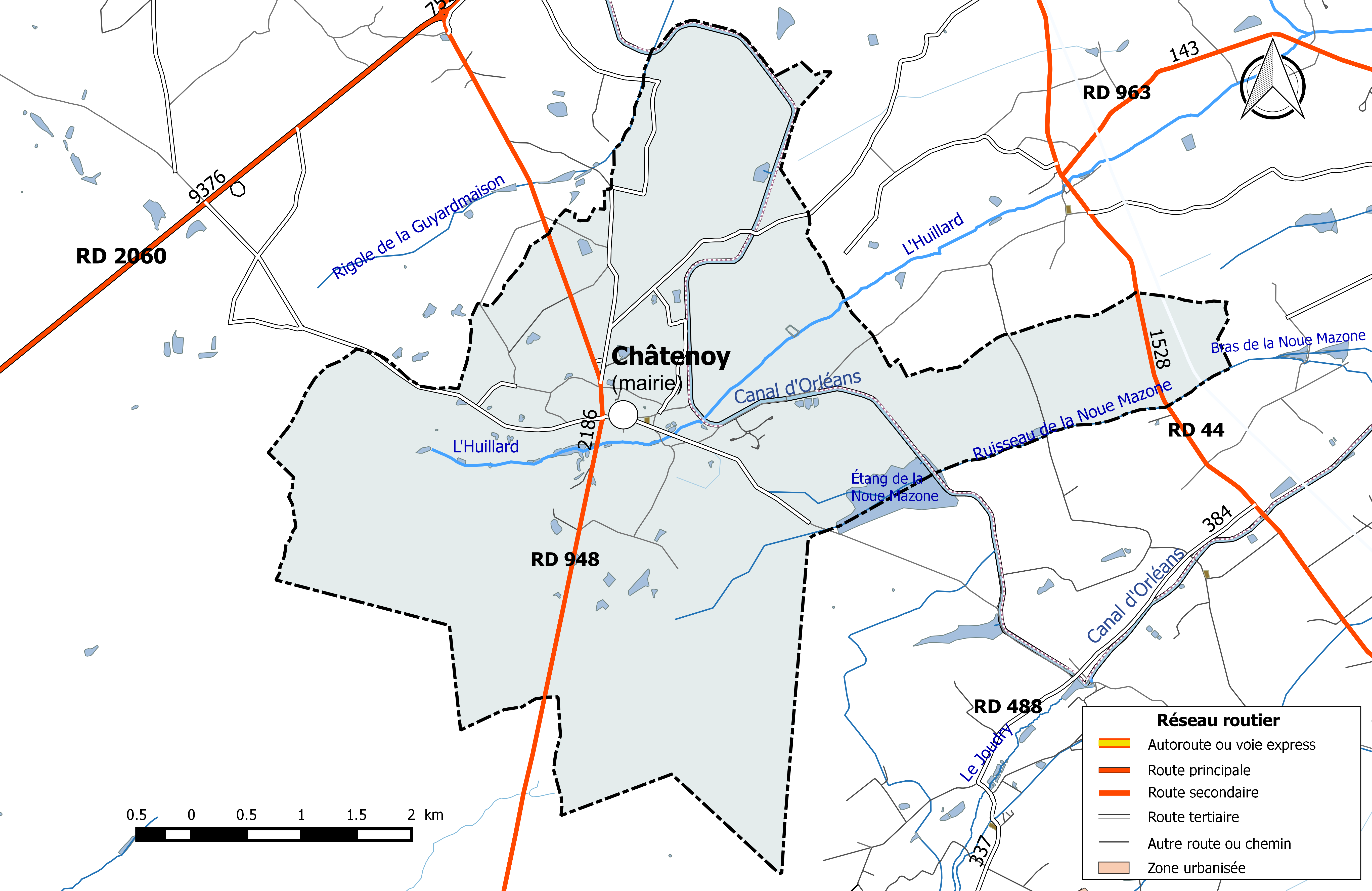
Réseau routier principal de la commune de Châtenoy (avec indication du trafic routier 2014).

### Risques naturels et technologiques
La commune de Châtenoy est vulnérable à différents aléas naturels : climatiques (hiver exceptionnel ou canicule), mouvements de terrains ou sismique (sismicité très faible). Elle est également exposée à un risque technologique : le risque nucléaire
. 
Entre 1989 et 2019, cinq arrêtés ministériels ayant porté reconnaissance de catastrophe naturelle ont été pris pour le territoire de la commune  : trois  pour des inondations et coulées de boues et deux pour des mouvements de terrains.

#### Risques naturels
Le territoire de la commune peut être concerné par un risque d'effondrement de cavités souterraines non connues. Une cartographie départementale de l'inventaire des cavités souterraines et des désordres de surface a été réalisée. Il a été recensé sur la commune plusieurs effondrements de cavités.
Par ailleurs, le sol du territoire communal peut faire l'objet de mouvements de terrain liés à la sécheresse. Le phénomène de retrait-gonflement des argiles est la conséquence d'un changement d'humidité des sols argileux. Les argiles sont capables de fixer l'eau disponible mais aussi de la perdre en se rétractant en cas de sécheresse. Ce phénomène peut provoquer des dégâts très importants sur les constructions (fissures, déformations des ouvertures) pouvant rendre inhabitables certains locaux. Celui-ci a particulièrement affecté le Loiret après la canicule de l'été 2003. Une grande partie du territoire de la commune est soumise à un aléa « moyen » face à ce risque, selon l'échelle définie par le Bureau de recherches géologiques et minières (BRGM), une poche à l'est du bourg étant même en aléa fort.
Depuis le 22 octobre 2010, la France dispose d’un nouveau zonage sismique divisant le territoire national en cinq zones de sismicité croissante. La commune, à l’instar de l’ensemble du département,  est concernée par un risque très faible.

#### Risques technologiques
Dans le domaine des risques technologiques, une partie du territoire de la commune peut être concernée par le risque nucléaire. En cas d’accident grave, certaines installations nucléaires sont en effet susceptibles de rejeter dans l’atmosphère de l’iode radioactif. Or la commune se situe partiellement à l'intérieur du périmètre de 20 km du Plan particulier d'intervention de la centrale nucléaire de Dampierre. À ce titre les habitants de la commune, comme tous ceux résidant dans le périmètre proche de 20 km de la centrale ont bénéficié, à titre préventif, d'une distribution de comprimés d’iode stable dont l’ingestion avant rejet radioactif permet de pallier les effets sur la thyroïde d’une exposition à de l’iode radioactif. En cas d'incident ou d'accident nucléaire, des consignes de confinement ou d'évacuation peuvent être données et les habitants peuvent être amenés à ingérer, sur ordre du préfet, les comprimés en leur possession.

## Toponymie
Le nom de la localité est attesté sous les formes Parochia de Castaneto en 1108 ; Chastenoy au Bois en 1378 ; Chastenoy en 1399 ; Chastenoy en 1497 ; Chatenoi en 1740 ; Chastenoy aux Bois en 1761 ; Châtenoy au XVIIIe siècle (Carte de Cassini) ; Châtenoy en 1813 (Cadastre).
Châtenoy vient du latin castanea, « châtaigne », « lieu planté de châtaigniers », (Châtaigneraie).

## Histoire
Par Arrêté Préfectoral de 1954, délimitation de Beauchamps-sur-Huillard d’avec Châtenoy : la partie de la Section A de Châtenoy est rattachée à Beauchamps-sur-Huillard.

## Politique et administration

### Découpage territorial

#### Bloc communal: commune et intercommunalités
La paroisse de Chastenoy acquiert le statut de municipalité avec le  décret du 12 novembre 1789 de l'Assemblée Nationale puis celui de « commune », au sens de l'administration territoriale actuelle, par le décret de la Convention nationale du 10 brumaire an II (31 octobre 1793). Il faut toutefois attendre la loi du 5 avril 1884 sur l'organisation municipale pour qu'un régime juridique uniforme soit défini pour toutes les communes de France, point de départ de l’affirmation progressive des communes face au pouvoir central.
Aucun événement de restructuration majeure du territoire, de type suppression, cession ou réception de territoire, n'a affecté la commune depuis sa création.

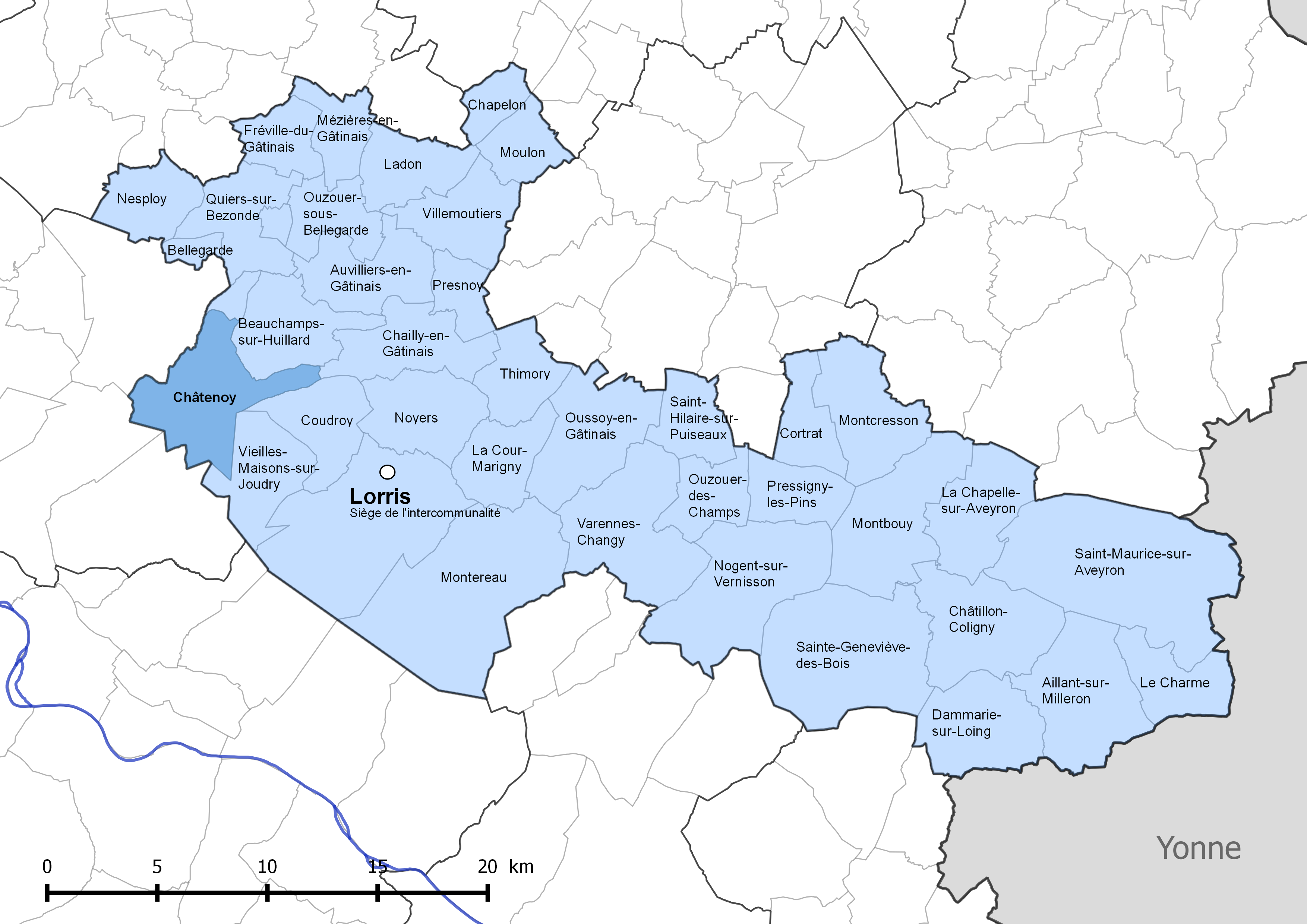
Localisation de la commune de Châtenoy dans la communauté de communes Canaux et forêts en Gâtinais.

La commune est membre de la communauté de communes du canton de Lorris, une intercommunalité qui remplace l'ancien SIVOM du canton de Lorris créé en février 1969, depuis sa création le 26 décembre 1997 jusqu'au 1er janvier 2017.
Afin de renforcer et réduire le nombre d'intercommunalités en France, la loi du 7 août 2015 portant nouvelle organisation territoriale de la République (dite loi NOTRe) fait passer le seuil démographique minimal de 5 000 à 15 000 habitants pour constituer une intercommunalité, sauf exceptions. Le schéma départemental de coopération intercommunale du Loiret est arrêté sur ces bases le 30 mars 2016 et le nombre d'établissements publics de coopération intercommunale à fiscalité propre passe dans le département du Loiret de 28 (2 communautés d'agglomération et 26 communautés de communes) à 16 (deux communautés d'agglomération et 14 communautés de communes dont une interdépartementale). Les communautés de communes du canton de Lorris et canton de Châtillon-Coligny et du Bellegardois fusionnent ainsi à compter du 1er janvier 2017 en une seule entité : la communauté de communes Canaux et forêts en Gâtinais, dont le siège est à Lorris. Cette nouvelle intercommunalité comprend 38 communes dont  Châtenoy.

#### Circonscriptions de rattachement
La loi du 22 décembre 1789 divise le pays en 83 départements découpés chacun en six à neuf districts eux-mêmes découpés en cantons regroupant des communes. Les districts, tout comme les départements, sont le siège d’une administration d’État et constituent à ce titre des circonscriptions administratives. La commune de Chastenoy est alors incluse dans le canton de Vitry-aux-Loges, le district de Boiscommun et le département du Loiret.
La recherche d’un équilibre entre la volonté d’organiser une administration dont les cadres permettent l’exécution et le contrôle des lois d’une part, et la volonté d’accorder une certaine autonomie aux collectivités de base (paroisses, bourgs, villes) d’autre part, s’étale de 1789 à 1838. Les découpages territoriaux évoluent ensuite au gré des réformes visant à décentraliser ou recentraliser l'action de l'État. La régionalisation fonctionnelle des services de l'État (1945-1971) aboutit à la création de régions. L'acte I de la décentralisation de 1982-1983 constitue une étape importante en donnant l'autonomie aux collectivités territoriales, régions, départements et communes. L'acte II intervient en 2003-2006, puis l'acte III en 2012-2015.
Le tableau suivant présente les rattachements, au niveau infra-départemental, de la commune de Châtenoy aux différentes circonscriptions administratives et électorales ainsi que l'historique de l'évolution de leurs territoires.
| Circonscription             | Nom                | Période   | Type                         | Évolution du découpage territorial |
| --------------------------- | ------------------ | --------- | ---------------------------- | --- |
| District                    | Boiscommun         | 1790-1795 | Administrative               | La commune est rattachée au district de Boiscommun de 1790 à 1795,. La Constitution du 5 fructidor an III, appliquée à partir de vendémiaire an IV (1795) supprime les districts, rouages administratifs liés à la Terreur, mais maintient les cantons qui acquièrent dès lors plus d'importance. |
| Canton                      | Vitry-aux-Loges    | 1790-1801 | Administrative et électorale | Le 10 février 1790, la municipalité de Chastenoy est rattachée au canton de Vitry aux Loges,. Les cantons sont supprimés, en tant que découpage administratif, par une loi du 26 juin 1793, et ne conservent qu'un rôle électoral. Ils permettent l’élection des électeurs du second degré chargés de désigner les députés. Les cantons acquièrent une fonction administrative avec la disparition des districts en 1795. |
| Canton                      | Châteauneuf        | 1801-2015 | Administrative et électorale | Sous le Consulat, un redécoupage territorial visant à réduire le nombre de justices de paix ramène le nombre de cantons dans le Loiret de 59 à 31. Chastenoy est alors rattachée par arrêté du 9 vendémiaire an X (30 septembre 1801) au canton de Châteauneuf, sous le nom de Châtenoy,. |
| Canton                      | Lorris             | 2015-     | Électorale                   | La loi du 17 mai 2013 et ses décrets d'application publiés en février et mars 2014 introduisent un nouveau découpage territorial pour les élections départementales. La commune est alors rattachée au nouveau canton de Lorris. Depuis cette réforme, plus aucun service de l'État n'exerce sa compétence sur un territoire s'appuyant sur le nouveau découpage cantonal. Le canton a disparu en tant que circonscription administrative de l'État ; il est désormais uniquement une circonscription électorale dédiée à l'élection d'un binôme de conseillers départementaux siégeant au conseil départemental. |
| Arrondissement              | Orléans            | 1801-2016 | Administrative               | Châtenoy est rattachée à l'arrondissement d'Orléans à sa création en 1801,. |
| Arrondissement              | Montargis          | 2017-     | Administrative               | La commune passe de l'arrondissement d'Orléans à celui de Montargis le 1er janvier 2017. |
| Circonscription législative | 6e circonscription | 2010-     | Électorale                   | Lors du découpage législatif de 1986, le nombre de circonscriptions législatives passe dans le Loiret de 4 à 5. Un nouveau redécoupage intervient en 2010 avec la loi du 23 février 2010. En attribuant un siège de député « par tranche » de 125 000 habitants, le nombre de circonscriptions par département varie désormais de 1 à 21,. Dans le Loiret, le nombre de circonscriptions passe de cinq à six. Châtenoy, initialement rattachée à la troisième circonscription, est, après 2010, rattachée à la sixième circonscription.                                                                           |

#### Collectivités de rattachement
La commune de Châtenoy est rattachée au département du Loiret et à la région Centre-Val de Loire, à la fois circonscriptions administratives de l'État et collectivités territoriales.

### Politique et administration municipales

#### Conseil municipal et maire
Depuis les élections municipales de 2014, le conseil municipal  de Châtenoy, commune de moins de 1 000 habitants, est élu au scrutin majoritaire plurinominal à deux tours, les électeurs pouvant modifier les listes, panacher, ajouter ou supprimer des candidats sans que le vote soit nul,  pour un mandat de six ans renouvelable. Il est composé de 11 membres. L'exécutif communal est constitué par le maire, élu par le conseil municipal, parmi ses membres, pour un mandat de six ans, c'est-à-dire pour la durée du mandat du conseil. Dominique Blondeau est maire depuis 2008.
| Période                                  | Période   | Identité            | Étiquette | Qualité                              |
| ---------------------------------------- | --------- | ------------------- | --------- | ------------------------------------ |
| Les données manquantes sont à compléter. |           |                     |           |                                      |
| mars 2001                                | mars 2008 | Philippe Vacher     |           | Agriculteur                          |
| mars 2008                                | mars 2014 | Dominique Blondeau  |           |                                      |
| mars 2014                                | mai 2020  | Gérard Beaudoin     |           | Retraité de profession libérale      |
| mai 2020                                 | En cours  | Dominique Blondeau, |           | Agriculteur sur moyenne exploitation |

## Équipements et services

### Environnement

#### Gestion des déchets
En  2016, la commune est membre du SICTOM de la région de Châteauneuf-sur-Loire, créé en 1976. Celui-ci assure la collecte et le traitement des ordures ménagères résiduelles, des emballages ménagers recyclables  et des encombrants en porte à porte et du verre en points d’apport volontaire. Un réseau de dix déchèteries accueille les encombrants et autres déchets spécifiques (déchets verts, déchets dangereux, gravats, ferraille, cartons…). La déchèterie la plus proche est située sur la commune de Quiers-sur-Bezonde. L'élimination et la valorisation énergétique des déchets ménagers et de ceux issus de la collecte sélective sont effectuées par le SYCTOM de Gien-Châteauneuf-sur-Loire qui comprend un centre de transfert de déchets ménagers et un centre de stockage de déchets ultimes (CSDU) de classe II à Saint-Aignan-des-Gués ainsi qu'une usine d’incinération des ordures ménagères à Gien-Arrabloy.
Depuis le 1er janvier 2017, la « gestion des déchets ménagers » ne fait plus partie des compétences de la commune mais est une compétence obligatoire de la communauté de communes Canaux et Forêts en Gâtinais en application de la loi NOTRe du 7 août 2015.

#### Production et distribution d'eau
Le service public d’eau potable est une compétence obligatoire des communes depuis l’adoption de la loi du 30 décembre 2006 sur l’eau et les milieux aquatiques. Au 31 décembre 2016, la production et la distribution de l'eau potable sur le territoire communal sont assurées par le syndicat intercommunal d'alimentation en eau potable de Sury-aux-Bois - Châtenois - Combreux, un syndicat créé en 1969 desservant trois communes : Châtenoy, Combreux et Sury-aux-Bois,,.
La loi NOTRe du 7 août 2015 prévoit que le transfert des compétences « eau et assainissement » vers les communautés de communes sera obligatoire à compter du 1er janvier 2020. Le transfert d’une compétence entraîne  de  facto la mise à disposition gratuite de plein droit des biens, équipements et services publics utilisés, à la date du transfert, pour l'exercice de ces compétences et la substitution de la communauté dans les droits et obligations des communes,.

#### Assainissement
La compétence assainissement, qui recouvre obligatoirement la collecte, le transport et l’épuration des eaux usées, l’élimination des boues produites, ainsi que le contrôle des raccordements aux réseaux publics de collecte, est assurée  par la commune elle-même.
La commune est raccordée à une station d'épuration située sur le territoire communal, mise en service le 1er avril 2007 et dont la capacité nominale de traitement est de  310 EH, soit 47 m3/jour. Cet équipement utilise un procédé d'épuration de type lagunage naturel. Son exploitation est assurée en 2017 par DMS,.
L’assainissement non collectif (ANC) désigne les installations individuelles de traitement des eaux domestiques qui ne sont pas desservies par un réseau public de collecte des eaux usées et qui doivent en conséquence traiter elles-mêmes leurs eaux usées avant de les rejeter dans le milieu naturel. La communauté de communes du canton de Lorris a créé, par délégation de ses communes adhérentes, le service public d'assainissement non collectif (SPANC), qui a pour mission de contrôler les installations neuves et existantes, la mise en place d’un service de vidange et la réhabilitation des installations,. Depuis le 1er janvier 2017, c'est la communauté de communes Canaux et Forêts en Gâtinais, issue de la fusion de la communauté de communes du canton de Lorris, de la communauté de communes de Châtillon-Coligny et de la communauté de communes du Bellegardois, qui assure, par substitution, le SPANC.

## Population et société

### Démographie
L'évolution du nombre d'habitants est connue à travers les recensements de la population effectués dans la commune depuis 1793. Pour les communes de moins de 10 000 habitants, une enquête de recensement portant sur toute la population est réalisée tous les cinq ans, les populations de référence des années intermédiaires étant quant à elles estimées par interpolation ou extrapolation. Pour la commune, le premier recensement exhaustif entrant dans le cadre du nouveau dispositif a été réalisé en 2004.
En 2022, la commune comptait 424 habitants, en évolution de −12,4 % par rapport à 2016 (Loiret : +1,89 %, France hors Mayotte : +2,11 %).
| 1793 | 1800 | 1806 | 1821 | 1831 | 1836 | 1841 | 1846 | 1851 |
| ---- | ---- | ---- | ---- | ---- | ---- | ---- | ---- | ---- |
| 352  | 366  | 380  | 342  | 363  | 415  | 421  | 469  | 512  |

| 1856 | 1861 | 1866 | 1872 | 1876 | 1881 | 1886 | 1891 | 1896 |
| ---- | ---- | ---- | ---- | ---- | ---- | ---- | ---- | ---- |
| 487  | 508  | 534  | 538  | 604  | 603  | 596  | 586  | 560  |

| 1901 | 1906 | 1911 | 1921 | 1926 | 1931 | 1936 | 1946 | 1954 |
| ---- | ---- | ---- | ---- | ---- | ---- | ---- | ---- | ---- |
| 511  | 504  | 497  | 411  | 429  | 389  | 369  | 348  | 322  |

| 1962 | 1968 | 1975 | 1982 | 1990 | 1999 | 2004 | 2006 | 2009 |
| ---- | ---- | ---- | ---- | ---- | ---- | ---- | ---- | ---- |
| 297  | 278  | 233  | 290  | 295  | 367  | 420  | 430  | 420  |

| 2014 | 2019 | 2022 | - | - | - | - | - | - |
| ---- | ---- | ---- | - | - | - | - | - | - |
| 468  | 445  | 424  | - | - | - | - | - | - |

## Patrimoine
- Le château de la Rivière[98].

### Zones Natura 2000
Le réseau Natura 2000 est un réseau écologique européen de sites naturels d’intérêt écologique élaboré à partir des Directives «Habitats » et «Oiseaux ». Ce réseau est constitué de Zones Spéciales de Conservation (ZSC) et de Zones de Protection Spéciale (ZPS). Dans les zones de ce réseau, les États Membres s'engagent à maintenir dans un état de conservation favorable les types d'habitats et d'espèces concernés, par le biais de mesures réglementaires, administratives ou contractuelles. L'objectif est de promouvoir une gestion adaptée des habitats tout en tenant compte des exigences économiques, sociales et culturelles, ainsi que des particularités régionales et locales de chaque État Membre. les activités humaines ne sont pas interdites, dès lors que celles-ci ne remettent pas en cause significativement l’état de conservation favorable des habitats et des espèces concernés,.
Les sites Natura 2000 présents sur le territoire communal de Châtenoy sont les suivants :
| Numéro    | Type | Nom                           | Arrêté | Document d’objectifs   | Localisation                                                                                     |
| --------- | ---- | ----------------------------- | --- | ---------------------- | ------------------------------------------------------------------------------------------------ |
| FR2410018 | ZPS  | Forêt d’Orléans               | Arrêté du 23 décembre 2003 portant désignation du site Natura 2000 Forêt d’Orléans                                           | Validé le 10 juin 2005 | Dans la partie sud de la commune.                                                                |
| FR2400524 | SIC  | Forêt d’Orléans et périphérie | Arrêté du 20 août 2014 portant désignation du site Natura 2000 forêt d'Orléans et périphérie (zone spéciale de conservation) | Validé le 10 juin 2005 | Un noyau est présent dans la partie est de la commune, en limite de Vieilles-Maisons-sur-Joudry. |

Le site de la « forêt d'Orléans » s'étend du nord-est de l'agglomération orléanaise jusqu'aux portes de Gien, suivant un arc de cercle d'une soixantaine de kilomètres de long et d'une largeur variant de km  à   15 environ. Cet ensemble forestier quasi continu est majoritairement domanial. La forêt domaniale est constituée de trois massifs distincts, de l'ouest vers l'est, les massifs d'Orléans, Ingrannes et Lorris (communément considéré en deux sous-massifs : Lorris-Châteauneuf et Lorris-Chambon-la-Forêt), en périphérie desquels se trouvent d'autres parcelles forestières. La surface globale des trois massifs domaniaux est de 34 500 hectares. D'une surface totale de 32 177 ha, le site est constitué de deux grandes entités couvrant la presque intégralité des massifs forestiers domaniaux d'Ingrannes et de Lorris. Ces deux grandes entités englobent également d'autres parcelles forestières, ainsi que des étangs, en périphérie, de même que la grande « clairière » de Sully-la-Chapelle, Ingrannes et Seichebrières incluse dans le massif d'Ingrannes. Ce site présente un grand intérêt ornithologique notamment avec la nidification du balbuzard pêcheur, de l'aigle botté, du circaète Jean-le-Blanc, de la bondrée apivore, du busard Saint-Martin, de l'engoulevent d'Europe, des pics noir, mar et cendré, de l'alouette lulu et de la fauvette pitchou. Les étangs constituent par ailleurs des sites d'étape migratoire importants pour différentes espèces.
Le site de la « forêt d'Orléans et périphérie » d'une surface totale de 2 226,40 ha, est morcelé en 38 entités. Celles-ci, de tailles variables (de 0,9 à 347 ha), sont disséminées sur les 3 massifs et leurs périphéries. Au cours de la réalisation du document d'objectifs, à la suite des inventaires de terrain, l'absence d'habitat ou habitat d'espèce d'intérêt communautaire dans certaines entités a conduit à la proposition de leur suppression (13 entités concernées, pour une surface totale de 207,90 ha).  L'intérêt du site réside dans la qualité des zones humides (étangs, tourbières, marais, mares), la grande richesse floristique, avec un intérêt élevé pour les bryophytes, les lichens et les champignons. 17 habitats naturels d’intérêt communautaire sont répertoriés sur le site qui présente aussi un intérêt faunistique, notamment l’avifaune, les chiroptères, les amphibiens et les insectes. Ce site présente une faible vulnérabilité dans les conditions actuelles de gestion ; il s’agit en effet de parcelles de forêt domaniale dont la gestion actuelle n’induit pas de contraintes particulières pour les espèces citées. Certaines comme le balbuzard pêcheur font l’objet d’une surveillance. D’autres espèces justifieraient un suivi, comme le sonneur à ventre jaune, l’aigle botté, la pie-grièche écorcheur.

Sélection de représentants de l'avifaune de la zone Natura 2000 « Forêt d'Orléans».
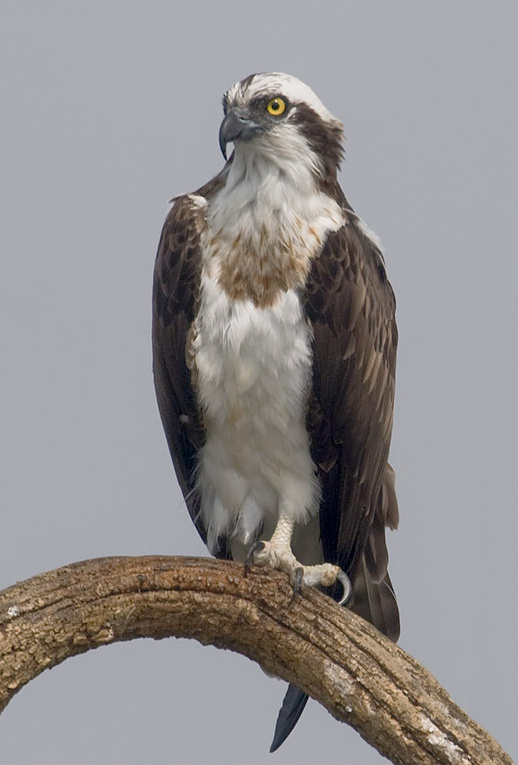
Balbuzard pêcheur
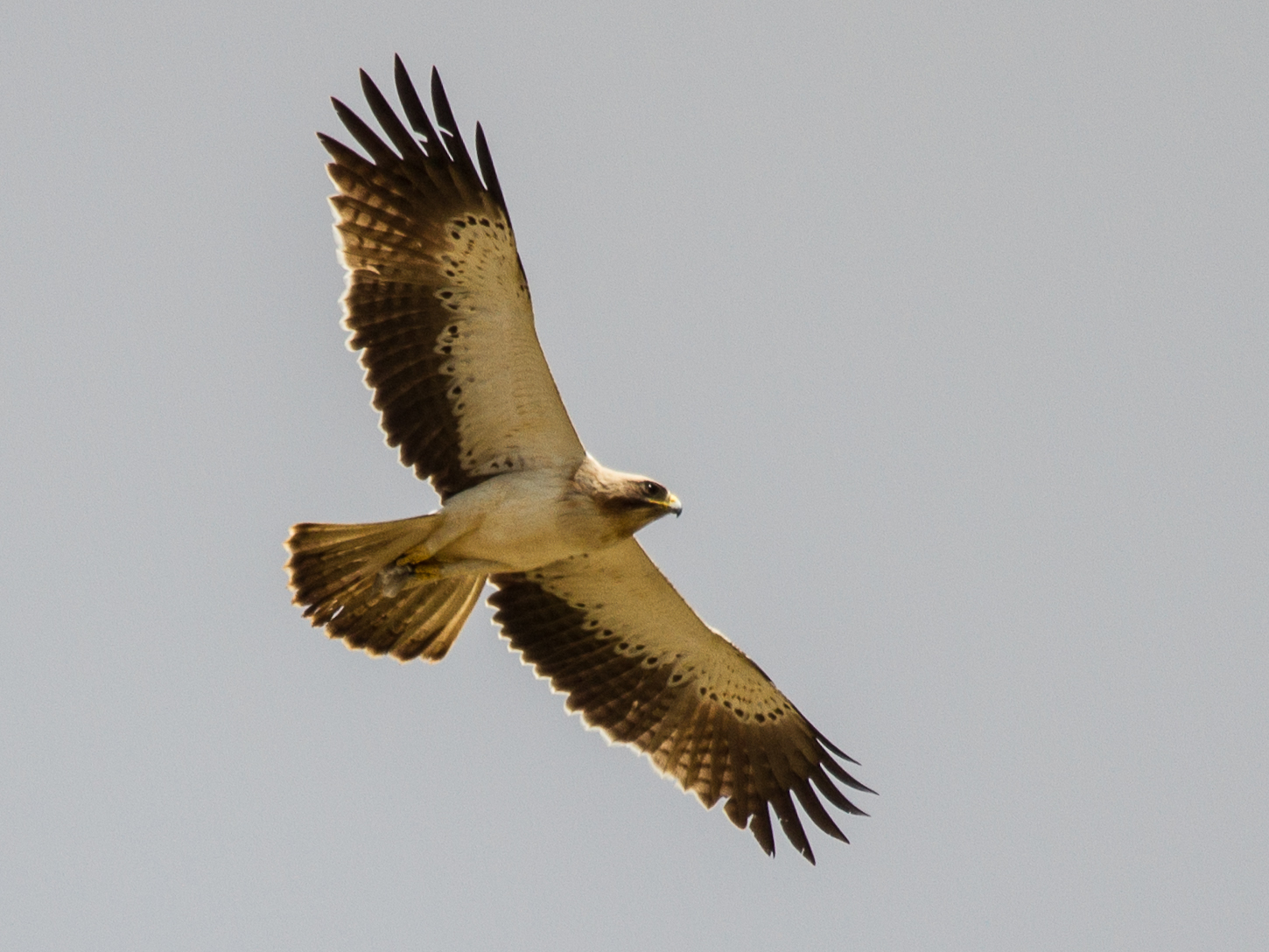
Aigle botté en vol
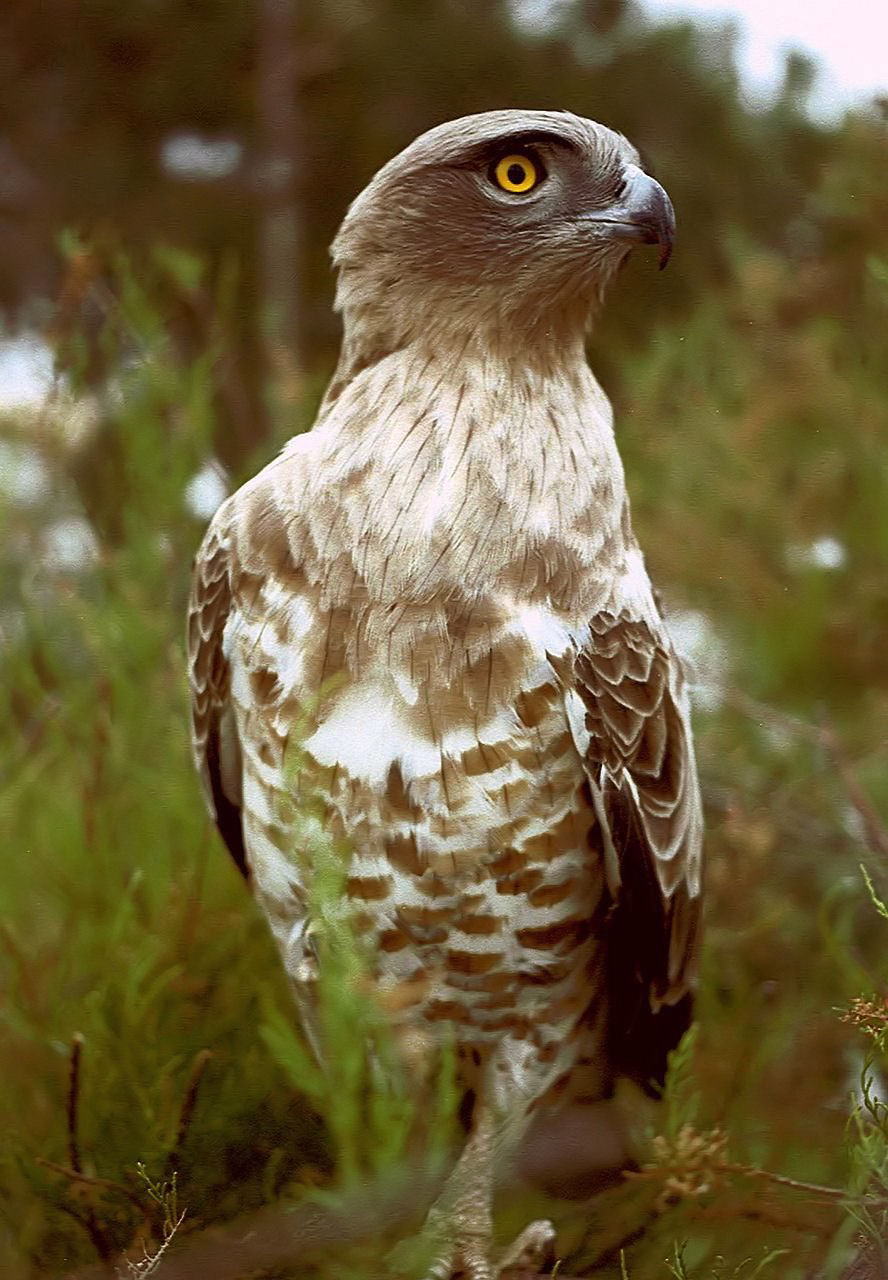
Circaète Jean-le-Blanc,
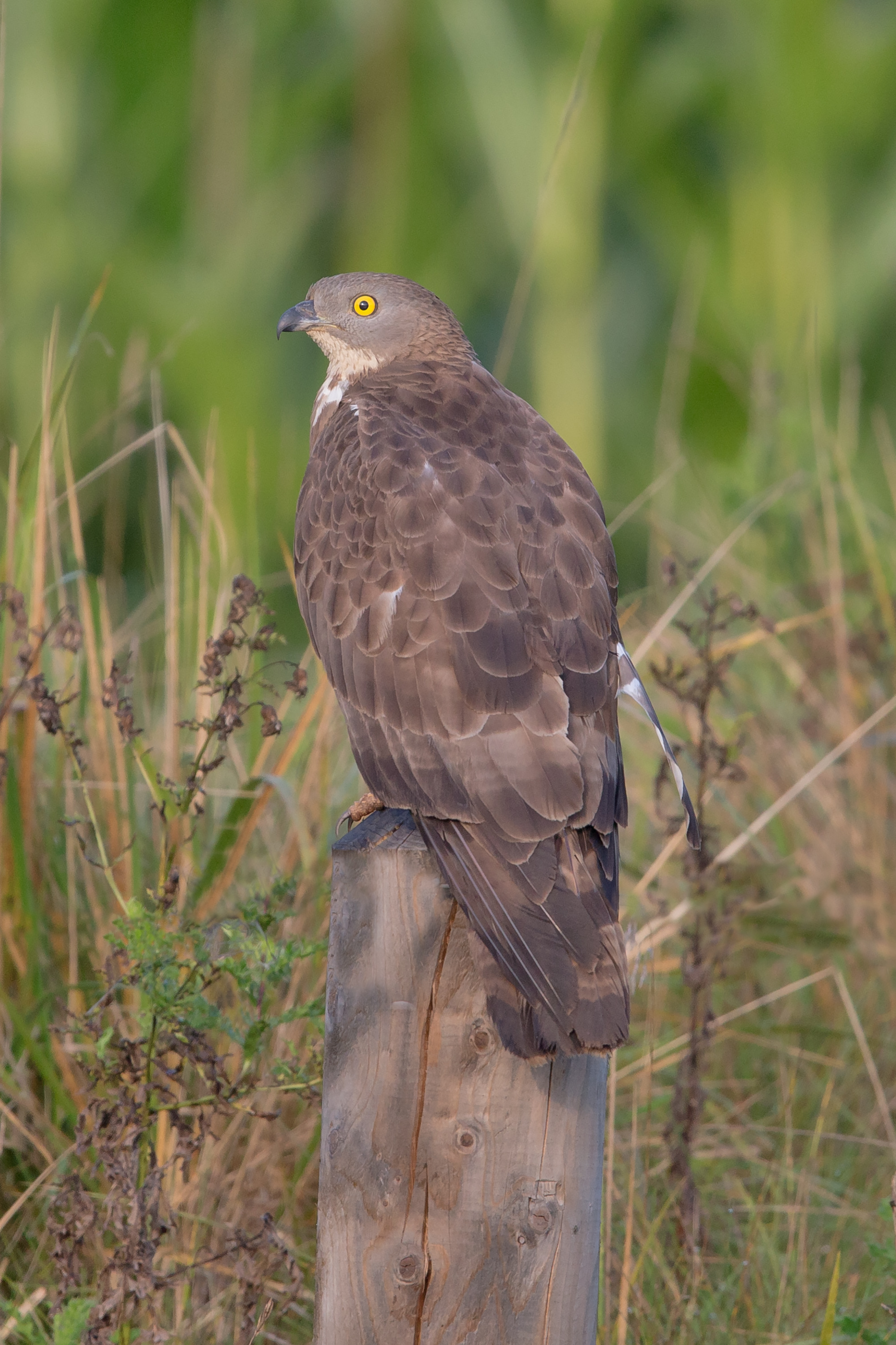
Bondrée apivore
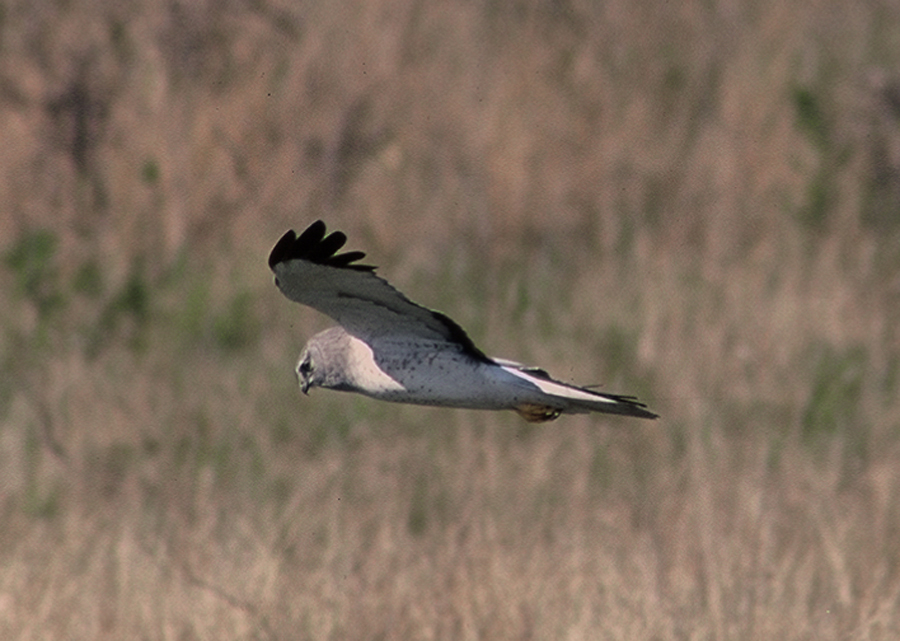
Busard Saint-Martin
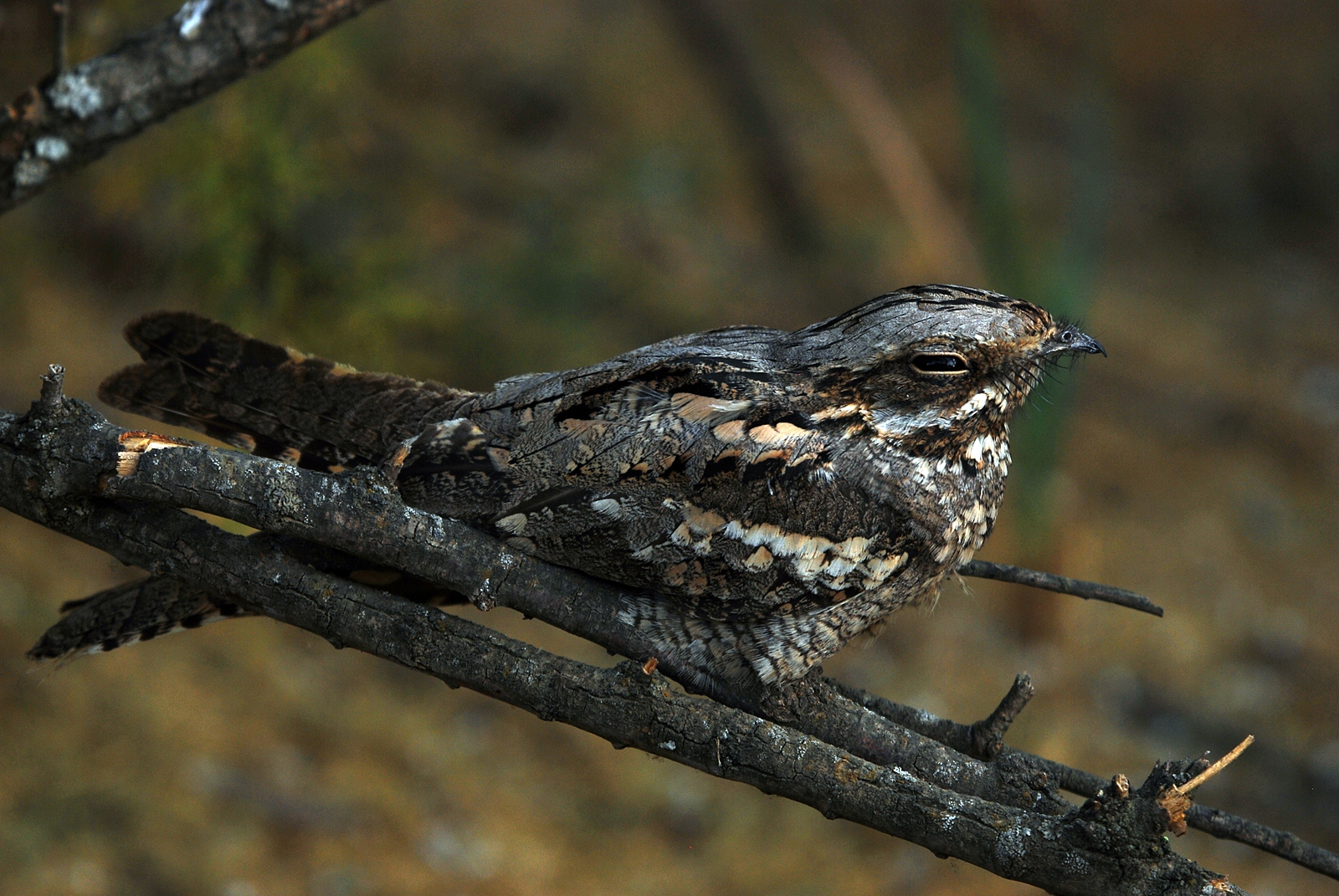
Engoulevent d'Europe
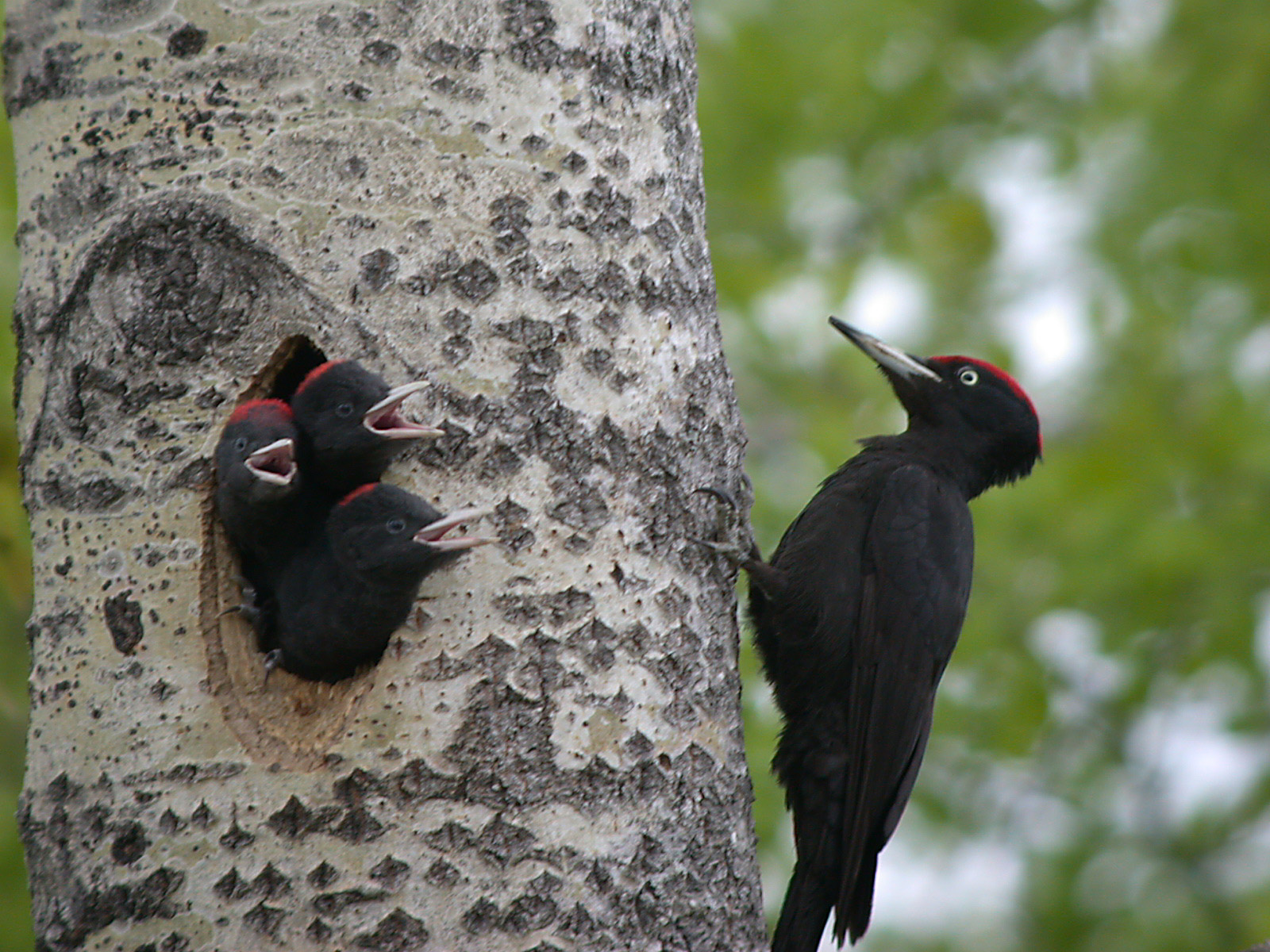
Pic noir

### Zones nationales d'intérêt écologique, faunistique et floristique

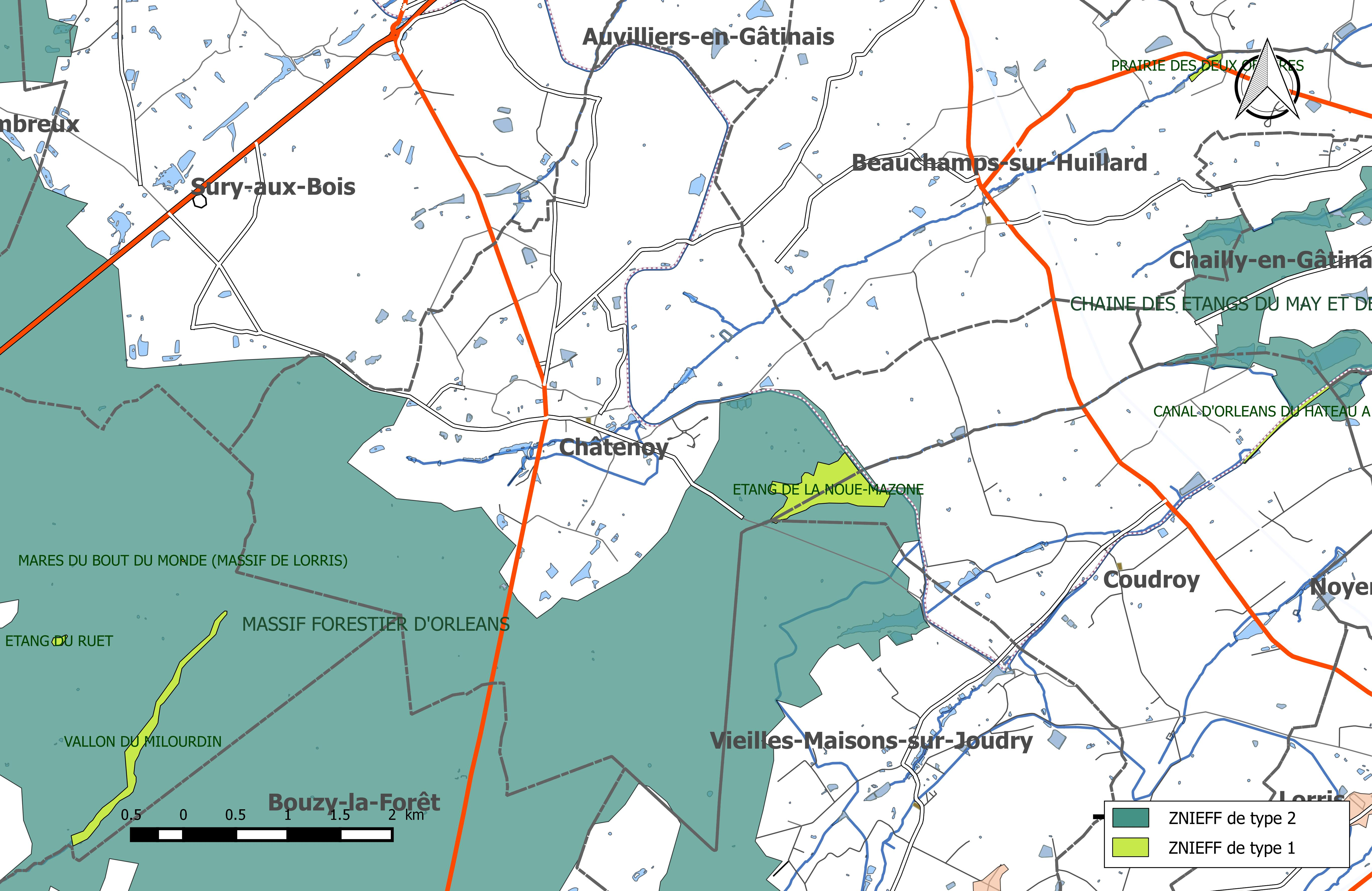
Carte des ZNIEFF de la commune et de ses abords.

Différents zonages d’identification de la richesse patrimoniale naturelle sont présents sur la commune de Bray-en-Val. Ces périmètres s’intersectent ou se superposent, et notamment vis-à-vis des sites Natura 2000, appuyant ainsi l’intérêt biologique, écologique ou encore paysagère des sites concernés. L’inventaire des zones naturelles d'intérêt écologique, faunistique et floristique (ZNIEFF) a pour objectif de réaliser une couverture des zones les plus intéressantes sur le plan écologique, essentiellement dans la perspective d’améliorer la connaissance du patrimoine naturel national et de fournir aux différents décideurs un outil d’aide à la prise en compte de l’environnement dans l’aménagement du territoire. Le territoire communal de Châtenoy comprend trois ZNIEFF.
La ZNIEFF, de deuxième génération et de type type 2, dénommée « Massif forestier d'Orléans », d'une superficie de 36 086 hectares, s'étend sur 37 communes, dont Châtenoy. Son altitude varie entre 126 et 174 m. La forêt d'Orléans repose pour l'essentiel sur des terrains de nature comparable à celle des terrains de la Sologne (Burdigalien) épandus sur le coteau de Beauce. Les formations végétales sont donc plutôt acidoclines à acidiphiles avec des secteurs secs et  d'autres  très  humides. L'intérêt  dépasse  les  contours  complexes  du  massif  domanial  et  s'étend  également  aux  lisières  et
enclaves privées qui le prolongent.
La ZNIEFF de type 1 dénommée « Étang de la noue-Mazone », d'une superficie de 36 hectares, se situe à la lisière nord-est de la forêt d'Orléans, à un peu plus de 2 km au sud-est du bourg de Châtenoy. Son altitude est de 120 m. Ce site  abrite  une  diversité  importante  d'habitats  avec un  nombre  relativement  important  d'espèces  végétales  déterminantes, dont trois protégées. On y observe notamment (lorsque le niveau de l'eau est bas) des groupements du Rhynchospore blanc(Rynchosporion albae), habitat très rare en région Centre.
La ZNIEFF de type 1 dénommée « Prairies de l'étang de l'Huillard », d'une superficie de 1,82 hectare, se situe sur la commune de Chatenoy,  au nord de l'étang communal. Son altitude est de 120 m. Ce site correspond à un ensemble de prairies contigües humides à mésophiles en bon à assez bon état de conservation. Le cortège floristique s'avère assez riche, en particulier dans la partie entretenue par la fauche. Ces prairies regroupent six espèces végétales déterminantes de  ZNIEFF dont trois sont protégées régionalement, notamment l'Orchis grenouille (Dactylorhiza viridis), "en danger" dans la liste rouge régionale de la flore vasculaire et dont le nombre de stations connues diminue fortement dans le Loiret.